# Smiacz (rejon koriukowski)
Smiacz (ukr. Смяч) – wieś na Ukrainie, w obwodzie czernihowskim, w rejonie koriukowskim, w hromadzie Snowśk. W 2001 liczyła 728 mieszkańców.